# Острови Камотес

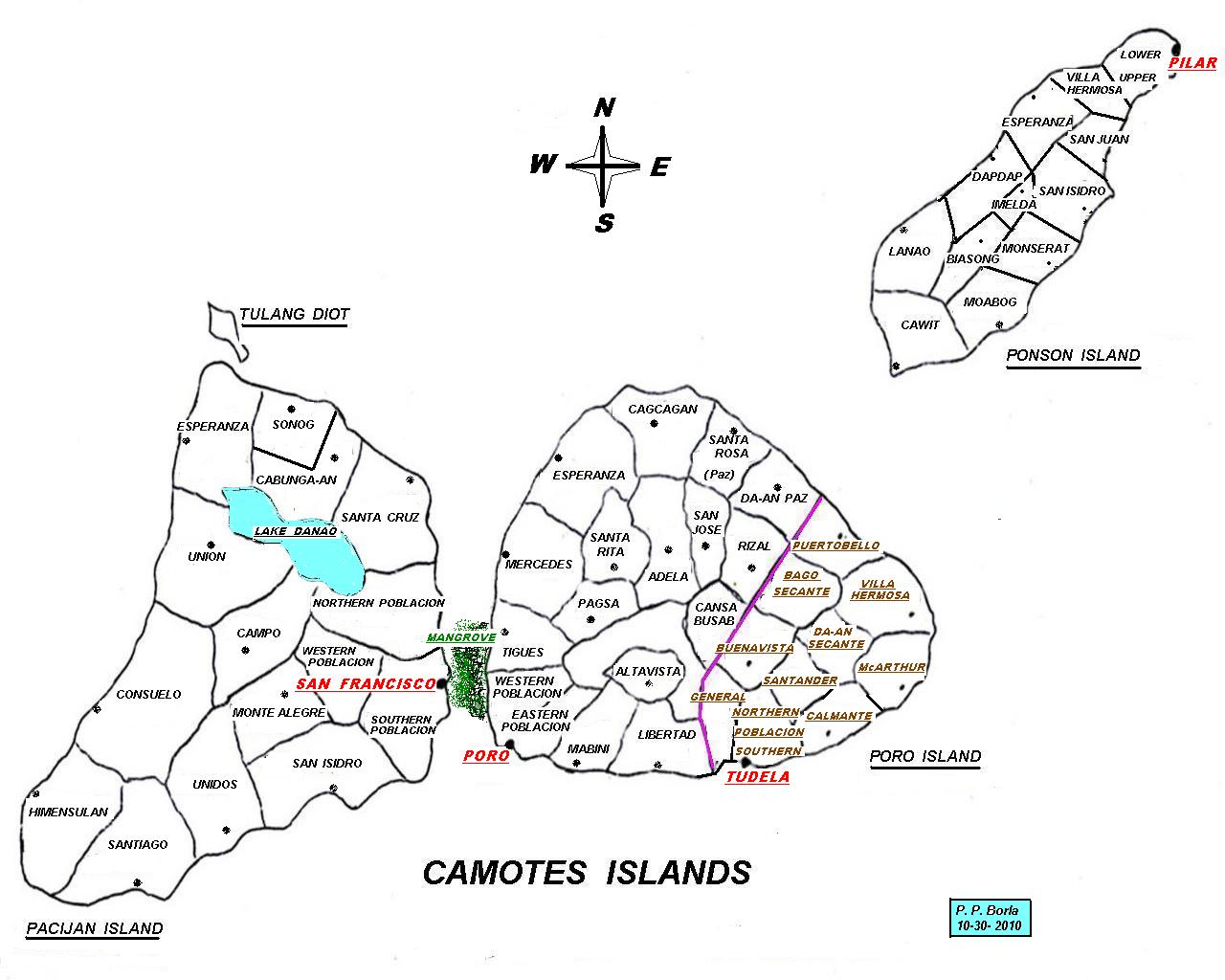
Розташування островів, муніципалітетів та баранґаїв на островах Камотес.

Камотес — група островів, розташована в морі Камотес, Філіппіни. До її складу входять острови: Поро, Пасіян, Понсон і Туланг. Острови розташовуються на схід від острова Себу, на захід від острова Лейте, на північ від острова Бохоль. Адміністративно відносяться до провінції Себу регіону Центральні Вісаї.
За даними перепису 2015 року населення становило 102 996 осіб. Себуанська мова є основною поряд з англійською та філіппінською мовами.
Головними галузями економіки є сільське господарство (кукурудза, рис, свинарство, вирощування курей і великої рогатої худоби), рибальство та туризм. Є багато туристичних курортів. Поширений дайвінг та підводне плавання.